# 反亞泥還我土地運動
反亞泥還我土地運動是一起同時涉及礦業不當汙染環境及原住民土地權益之運動。該運動自1990年代開始持續至今，並於1996年成立「反亞泥還我土地自救會」控訴亞泥以不正當、欺瞞的手段使原住民喪失原住民保留地之耕作權，使他們無法進而取得土地所有權（參照台灣省山地保留地管理辦法，詳後述）。惟至今，太魯閣族原住民仍有許多土地無法要回，2017年更是經經濟部准許亞泥礦權可展限20年，而後於2019年7月11日，被台北高等行政法院宣判撤銷許可，判決理由為亞泥未遵守原住民族基本法第21條之「諮商同意參與程序」。

## 源起
1974年10月9日臺灣省政府修正發布之《台灣省山地保留地管理辦法》第7條：「山地人民對其所使用之山地保留地，應按左列規定取得土地權利：一、農地登記耕作權，於登記後繼續耕作滿十年時，無償取得土地所有權。」因此，在直到1979年之前的山地保留地（今稱原住民保留地），原住民只取得了耕作權。該辦法明文規定了平地人（漢人）原則上禁止使用山地保留地，但有一個例外規定於第34條：「合法公、私營企業組織或個人，為開發礦產、採取土石、承採林木、施設交通、發展觀光事業、開設工廠、旅館、商店所需土地或合法團體所需建築用地，以不妨害山地人民生活及山地行政為限，得擬具詳細計畫向鄉公所申請，由鄉公所、縣政府勘查並加具處理意見層報民政廳核准租用或使用山地保留地。」因此，礦業能夠透過申請而使用山地保留地。

## 事件經過
1973年，亞洲水泥即以此辦法作為基礎，申請租用富世、秀林段山地保留地。同年6月14日召開申請租用山地保留地協調會，在該次會議紀錄中，與會者包括花蓮縣工業策進會、花蓮縣政府、秀林鄉公所、亞洲水泥、富世村村民、秀林村村民，基本上各方均肯定亞泥之設廠能夠增加當地就業機會、遏止人口外流。
1974年3月11日台灣省政府民政廳發函給台灣省礦務局，就亞洲水泥申請租用山地保留地一事，認為「並沒有影響山胞（今已正名為原住民）生活」，允許辦理。
而後亞泥即取得了全部地主的土地權利拋棄書，地主在聲明中自願拋棄耕作、使用收益的權利。但這些權利拋棄聲明，被懷疑是鄉公所代為塗銷耕作權，引發了一連串的抗爭、陳情、請願行動。
1996年，「反亞泥還我土地運動自救會」成立，要求亞泥將疑似以偽造文書、詐欺方式剝奪之土地返還於原住民。
2001年，行政院原住民委員會要求撤銷剩餘在當初未被塗銷的耕作權，遭到法院駁回，原住民的耕作權初步獲得肯定。
2014年12月10日，反亞泥還我土地運動自救會成員、屬於第一代耕作權人的楊金香和徐阿金女士，終於取得了遭亞泥佔用了40年的土地，並由花蓮縣縣長傅崐萁親自頒發土地權狀。亞泥對此不服，提起訴願及行政訴訟，惟被最高行政法院以：「亞泥以利害關係人之地位提起撤銷行政處分之訴訟，應以主張其權利或法律上利益，因違法行政處分而受損害為要件，才具有提起訴訟之當事人適格。今亞泥為合法礦業權人，其占有使用土地的權益並不因土地所有人之更迭而受影響，因而不具備當事人適格。」判決駁回該訴並判決確定。
而亞泥的採礦權於2017年11月22日到期，2017年3月14日經濟部即核發亞泥20年的採礦權展限。徐阿金、田明正、白美花等人提起撤銷訴願及撤銷訴訟。2019年7月11日台北高等行政法院認為亞泥未遵守《原住民族基本法》第21條之「諮商同意參與程序」，因此撤銷經濟部之展限許可。